# 정보 WAVE 가고시마
정보 WAVE 가고시마(情報WAVEかごしま)는 NHK 가고시마 방송국에서 제작되어 방영되고 있는 지역정보 프로그램이다.

## 방송 소개
정보 웨이브(WAVE) 가고시마는 퇴근시간 가고시마현 지역의 뉴스와 생활정보 그리고 날씨정보까지 전해주는 저녁 뉴스 프로그램이다.

## 방송 시간
- 월 ~ 금: 저녁 6시 10분 ~ 7시(50분)